# Rodewischer Schachmiezen
Die Rodewischer Schachmiezen sind ein Damen-Schachverein aus Rodewisch in Sachsen. 1957 gegründet, spielt der Verein seit 1993 in der Damen-Bundesliga. Dabei wurden die Schachmiezen dreimal Deutscher Vizemeister im Mannschaftsschach.

## Geschichte

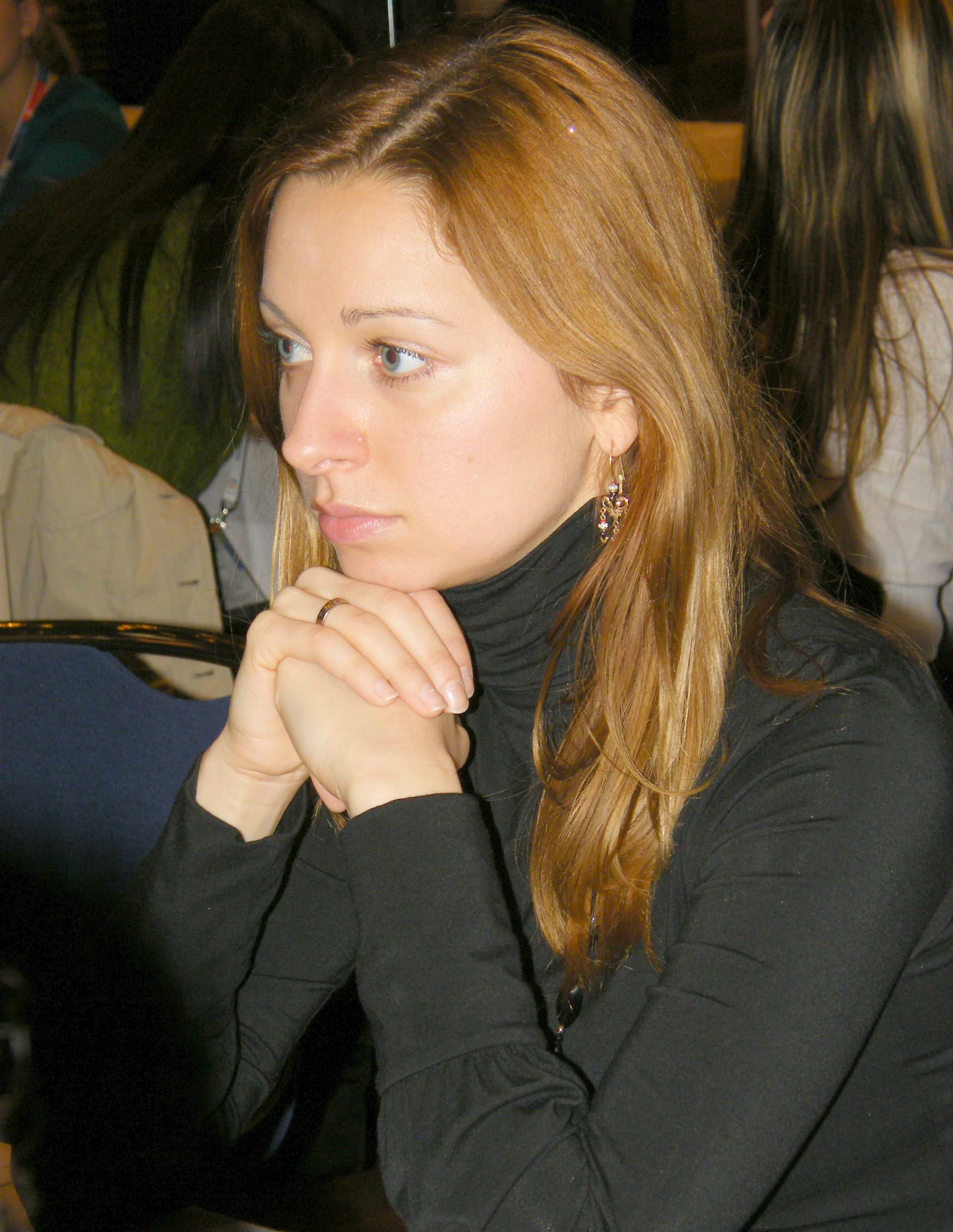
Die Großmeisterin der Frauen Regina Theissl-Pokorná spielt seit 2000/2001 für die Schachmiezen, auch in der Saison 2011/12

1957 als Studentenclub unter dem Namen FSG Wissenschaft Roda gegründet, nannte sich der Club ab September 1990 Rodewischer Schachmiezen der FSG Wissenschaft. Seit dem 22. November 1992 tragen sie den heutigen Namen Rodewischer Schachmiezen und bestreiten ihre Wettkämpfe unter dem Slogan: Mit Freunden zärtlich schnurren – dem Gegner die Krallen zeigen. Bis 1984 betrieben die Miezen das Schachspiel als Studentensport, von 1984 bis 1989 spielten sie in der DDR-Regionalliga und von 1989 bis 1991 in der DDR-Oberliga.
Nach der Wiedervereinigung qualifizierten sich die Spielerinnen für die neu geschaffene 2. Bundesliga. In der ersten Saison 1991/1992 sicherten sie sich erst im letzten Spiel den Klassenerhalt. 1993 stiegen sie in die höchste Liga, die 1991 gebildete Schachbundesliga, auf. Auch in der ersten Saison in der ersten Liga hing der Klassenerhalt des Vereins am seidenen Faden. Im entscheidenden Spiel gegen den SC Bessenbach musste Bessenbach gewinnen, den Rodewischer Schachmiezen reichte ein 3:3. Im letzten Spiel sicherten die Miezen in einem dramatischen Kampf das 3:3 und belegten den rettenden 9. Platz, während der SC Bessenbach als zehntplatzierter abstieg. Die Saison 1994/1995 beendete der Verein hingegen als Vizemeister. Seit dem Aufstieg 1993 in die erste Liga sind die Rodewischer Schachmiezen fester Bestandteil der Schachbundesliga der Damen.

## Turnierausrichtungen und Mannschaftskader
Der Verein richtete zahlreiche Deutsche Meisterschaften aus, darunter die Offene Deutsche Einzelmeisterschaft im Jahr 2000 mit einer Rekordteilnehmerzahl. Diese Meisterschaft bildete mit dem Rodewischer Doppelerfolg durch Tetjana Wassylewytsch und Inna Janowska einen Höhepunkt in der Vereinsgeschichte.
Im 14-köpfigen Mannschaftskader der Saison 2010/11, die die Schachmiezen auf dem 5. Platz beendeten, standen eine Internationale Meisterin (IM), vier Großmeister der Frauen (WGM), zwei Internationale Meister der Frauen (WIM) und zwei FIDE-Meister der Frauen (WFM). Dazu zählten Regina Pokorná, Anna Rudolf und Júlia Kočetková (alle drei WGM). Die höchste Elo-Zahl wies mit 2417 die Internationale Meisterin Tetjana Wassylewytsch auf. Insgesamt setzte der Verein acht ausländische Spielerinnen ein.

## Erfolge
- 1981 und 1982 DDR-Mannschaftsstudentenmeister.
- 1994/95 2. Platz in der Bundesliga.
- 1996 2. Platz Deutsche Pokal-Mannschaftsmeisterschaft.
- 1996/97 3. Platz in der Bundesliga.
- 1998 2. Platz Deutsche Blitz-Mannschaftsmeisterschaft.
- 1999 1. Platz Deutsche Pokal-Mannschaftsmeisterschaft.
- 2000 gewinnt Tatjana Wassylewytsch die Offene Deutsche Damenmeisterschaft und Inna Janowska wird Vizemeisterin.[3]
- 2004/2005 2. Platz in der Bundesliga.
- 2005/2006 2. Platz in der Bundesliga.[4]